# Karel Hloucha
Karel Hloucha (21. února 1880, Podkováň u Mladé Boleslavi – 7. ledna 1957, Praha) byl úředník, spisovatel, jeden z průkopníků české sci-fi literatury.

## Životopis
Narodil se do rodiny místního sládka Josefa Hlouchy a jeho ženy Anny Hlouchové, rozené Matouškové. Měl čtyři sourozence, starší sestru Annu, mladšího bratra Josefa (Joe), Jiřího a nejmladší sestru Jiřinu. Později byl ovlivňován ve své tvorbě strýcem, cestovatelem Josefem Kořenským, i bratrem Joe Hlouchou, který byl též známým cestovatelem. V Libochovicích, kam se jejich rodina odstěhovala v roce 1885, vychodil obecnou školu, pak v Mladé Boleslavi absolvoval středoškolská studia na gymnáziu a po maturitě se stal v letech 1898-1901 studentem na pražské právnické fakultě. Po ukončení studií nastoupil na místo soudního a finančního úředníka.

## Dílo
Věnoval se převážně psaní povídek a fantastických románů, ale napsal i tři romány ryze dobrodružné. Většinu prací mu vydalo nakladatelství Vilímek. V jeho práci jsou prvky horroru, detektivek. Byl autorem filmového scénáře k fantastickému filmu Příchozí z temnot (1920).

### Vydané knihy
- Hra osudu (1903), dobrodružný román, roku 1937 vydán pod názvem Řiďte loď k Pacifiku
- Podivuhodné Jiříčkovo cestování (1907), soubor pěti SF povídek o chlapci Jiříčkovi a jeho strýci vynálezci[1]
  - druhé vydání (1925) rozšířeno o další čtyři povídky
- Požár na východě (1906), román z rusko-japonské války
- Zakletá země (1910), fantastický román pro mládež popisuje expedici do Antarktidy [1]
- Sluneční vůz (1921), SF román [1]
- Ostrov spokojenosti a jiné prósy (1925), soubor 10 povídek, pět z žánru SF a fantasy [1]
- Podivný osud Rip van Winkla (1926), soubor chmurných povídek, částečně horor
- Zelené šero (1928), román z pravěku
- Dům v oblacích (1929), dobrodružný román [1]
- Modří mravenci (1931)[1], dobrodružný román volně navazující na předchozí Dům v oblacích